# Kroger St. Jude International 1997 - Qualificazioni doppio
Le qualificazioni del doppio  del Kroger St. Jude International 1997 sono state un torneo di tennis preliminare per accedere alla fase finale della manifestazione. I vincitori dell'ultimo turno sono entrati di diritto nel tabellone principale. In caso di ritiro di uno o più giocatori aventi diritto a questi sono subentrati i lucky loser, ossia i giocatori che hanno perso nell'ultimo turno ma che avevano una classifica più alta rispetto agli altri partecipanti che avevano comunque perso nel turno finale.
Le qualificazioni del doppio del torneo Kroger St. Jude International 1997 prevedevano 4 coppie partecipanti di cui una è entrata nel tabellone principale.

## Teste di serie
1. Nicolás Pereira /  Jeff Tarango (primo turno)

1. Marcos Ondruska /  Grant Stafford (ultimo turno)

## Qualificati
1. Justin Gimelstob  /   Brett Steven

## Tabellone

### Legenda
| - Q = Qualificato - WC = Wild card - LL = Lucky loser | - ALT = Alternate - SE = Special Exempt - PR = Protected Ranking | - w/o = Walkover - r = Ritirato - d = Squalificato |

|  | Primo turno | Primo turno                      | Primo turno | Primo turno | Primo turno |  |  | Ultimo turno | Ultimo turno                   | Ultimo turno                   | Ultimo turno | Ultimo turno |  |
|  |             |                                  |             |             |             |  |  |              |                                |                                |              |              |  |
|  |             | Justin Gimelstob Brett Steven    | 6           | 4           | 6           |  |  |              |                                |                                |              |              |  |
|  | 1           | Nicolás Pereira Jeff Tarango     | 3           | 6           | 2           |  |  |              | Justin Gimelstob Brett Steven  | Justin Gimelstob Brett Steven  | 6            | 6            |  |
|  | 2           | Marcos Ondruska Grant Stafford   | 6           | 5           | 7           |  |  | 2            | Marcos Ondruska Grant Stafford | Marcos Ondruska Grant Stafford | 1            | 4            |  |
|  |             | T. J. Middleton Greg Van Emburgh | 3           | 7           | 5           |  |  |              |                                |                                |              |              |  |